# Моренозит
Моренозит (рос. моренозит; англ. morenosite; нім. Morenosit m) — мінерал, семиводний сульфат нікелю острівної будови.

## Загальний опис
Хімічна формула: Ni [SO4]•7H2O.
Містить (%): NiO — 26,69; SO3 — 28,47; H2O — 44,84.
Ізоморфний з епсомітом.
Сингонія ромбічна.
Ромботетраедричний вид.
Псевдотетрагональний.
Штучні кристали короткопризматичні.
Природний моренозит представлений голчастими кристалами, волокнистими вицвітами, сталактитами.
Спайність по (010) ясна.
Густина 1,95-2,00.
Твердість 2-3.
Колір яблучно-зелений до зеленувато-білого.
Блиск скляний.
Злам раковистий.
У шліфах зелений.
Утворюється при окисненні нікелевих сульфідів. Зустрічається в порожнинах зон окиснення в родов. мідносульфідних руд. Розповсюдження: Яхімов (Чехія), Ортегаль (Іспанія), копальня Уоллес (оз. Гурон, Канада).
Моренозит названий на честь іспанського хіміка Антоніо Морено Руїса (1796—1852), D. A. Casares, 1851.